# Thomas F. Torrance
Thomas Forsyth Torrance auch geläufig unter T. F. Torrance (* 30. August 1913 in Chengdu; † 2. Dezember 2007 in Edinburgh), war ein schottischer protestantischer Theologe und Geistlicher. Er wirkte 27 Jahre lang als Professor für Christliche Dogmatik am New College, Universität Edinburgh. 

## Leben und Werk
Torrance war ein Sohn des Missionarsehepaars Thomas (1871–1959) und Annie Elizabeth Torrance (1883–1980). Auch seine jüngeren Brüder James B. Torrance (1923–2003) und David W. Torrance (* 1924) wurden Theologen, seine Schwester Mary heiratete den späteren Theologieprofessor Ronald Wallace (1911–2006). Er verbrachte die ersten 13 Lebensjahre in China und kehrte 1927 mit der Familie nach Schottland zurück. Ab 1931 studierte er an der Universität Edinburgh zunächst Klassische Philologie, ab 1934 Theologie. Nach längeren Auslandsaufenthalten in Syrien, dem Irak und den Vereinigten Staaten sowie weiteren Studien an der Universität Oxford wurde er 1940 in der Church of Scotland ordiniert. Anschließend arbeitete er als Pfarrer in Alyth und Aberdeen sowie als Militärseelsorger bei den britischen Truppen im Zweiten Weltkrieg. 1946 schloss er seine Doktorarbeit unter der Leitung von Karl Barth an der Universität Basel ab. Von 1952 bis zur Emeritierung 1979 lehrte er als Professor für Dogmatik an der Universität Edinburgh.
Aus der 1947 mit Margaret Edith Spear geschlossenen Ehe gingen drei Kinder hervor, darunter der Wirtschaftswissenschaftler Thomas Spear Torrance und der Theologe Iain Torrance.
Torrance ist für seine Pionierarbeit bei der Erforschung der Konzepte Wissenschaft und Theologie bekannt geworden. Ebenso geschätzt wird er für seine systematisch-theologischen Arbeiten. Neben seinen zahlreichen Büchern und Artikeln, die seine eigene Forschung innerhalb der Theologie betreffen, edierte er auch Übersetzungen hunderter theologischer Schriften aus anderen Sprachen ins Englische. Dies schließt seine englische Übersetzung der dreizehnbändigen, sechs Millionen Worte umfassenden Kirchliche Dogmatik des Schweizer Theologen Karl Barth ein (mit Geoffrey W. Bromiley als Mitherausgeber), und ebenso Johannes Calvins Kommentare zum Neuen Testament (mit seinem Bruder David). 
Torrance ist als einer der bedeutendsten englischsprachigen Theologen des 20. Jahrhunderts anerkannt. 1978 erhielt er den Templeton Foundation Prize for Progress in Religion.
Torrance blieb sein Leben lang ein engagierter Kirchenmann und diente 1976/77 als Moderator der General Assembly der Church of Scotland. Er war maßgeblich am Zustandekommen der historischen Vereinbarung zwischen den reformierten und den (östlich-)orthodoxen Kirchen über die christliche Ansicht und Lehre zur Trinität beteiligt, die am 13. März 1991 als gemeinsame Erklärung des Reformierten Weltbundes und der orthodoxen Kirche veröffentlicht wurde. Torrance beteiligte sich auch an der Arbeit der Reformed-Roman Catholic Study Commission on the Eucharist in Woudschoten, Holland (1974). Nach dem Eintritt in den Ruhestand hielt er weiterhin Vorlesungen und veröffentlichte zahlreiche Bücher, darunter eine Reihe von Arbeiten zur Trinitätslehre und zur Christologie.

## Hauptwerke
- The Doctrine of Grace in the Apostolic Fathers. Edinburgh:  Oliver & Boyd, 1948
- Calvin’s Doctrine of Man. London: Lutterworth Press, 1949.
- Kingdom and Church:  A Study in the Theology of the Reformation. Edinburgh: Oliver & Boyd, 1956.
- When Christ Comes and Comes Again. London:  Hodder & Stoughton, 1957.
- als Herausgeber: The Mystery of the Lord's Supper: Sermons by Robert Bruce. Edinburgh: Rutherford House, 1958.
- The Apocalypse Today. Grand Rapids: Eerdmans, 1959.
- Conflict and Agreement in the Church, I: Order and Disorder.  London: Lutterworth Press, 1959.
- Justification: Its Radical Nature and Place in Reformed Doctrine and Life. In: Scottish Journal of Theology 13 (1960) 240.
- Conflict and Agreement in the Church, II: The Ministry and Sacraments of the Gospel.  London: Lutterworth Press, 1960.
- Karl Barth: an Introduction to his Early Theology, 1910-1931. London:  SCM Press; New York: Harper & Row, 1962.
- Scientific Hermeneutics according to St. Thomas Aquinas. In: The Journal of Theological Studies XIII.2 (October, 1962): 259–89.
- Theology in Reconstruction.  London: SCM Press Ltd, 1965.
- Space, Time and Incarnation.  London:  Oxford University Press, 1969
- Theological Science.  London: Oxford University Press, 1969.
- God and Rationality.  London: Oxford University Press, 1971.
- The Relation of the Incarnation to Space in Nicene Theology. In: The Ecumenical World of Orthodox Civilization: Russia and Orthodoxy. vol. 3. (Essays in Honor of Georges Florovsky) ed. Andrew Blane. Paris: Mouton, 1974.
- Theology in Reconciliation: Essays towards Evangelical and Catholic Unity in East and West.  London: Geoffrey Chapman, 1975.
- Space, Time and Resurrection.  Edinburgh: Handsel Press, 1976
- The Ground and Grammar of Theology.  Charlottesville: The University Press of Virginia, 1980.
- Christian Theology and Scientific Culture, vol. 1 of series, Theology and Scientific Culture, edited with general foreword by Torrance.  New Edition.  Belfast:  Christian Journals; New York:  Oxford University Press, 1981
- Divine and Contingent Order.  Oxford and New York: Oxford University Press, 1981.
- The Incarnation: Ecumenical Studies in the Nicene-Constantinopolitan Creed.  Edinburgh: The Handsel Press, 1981.
- Reality and Evangelical Theology.  Philadelphia: The Westminster Press, 1982.
- A Dynamical Theory of the Electromagnetic Field, James Clerk Maxwell, edited by Torrance, Scottish Academic Press, February 1983,
- Transformation & Convergence in the Frame of Knowledge: Explorations in the Interrelations of Scientific and Theological Enterprise.  Belfast:  Christian Journals; Grand Rapids, MI: William B. Eerdmans, 1984.
- The Christian Frame of Mind.  Edinburgh:  Handsel Press, 1985
- Reality and Scientific Theology. The Margaret Harris Lectures, Dundee, 1970 (Theology and Science at the Frontiers of Knowledge, vol 1).  Edinburgh:  Scottish University Press, 1985
- My Interaction with Karl Barth. In: How Karl Barth Changed My Mind, edited by Donald K. McKim, 52–64.  Grand Rapids, Michigan: William B. Eerdmans, 1986.
- The Hermeneutics of John Calvin.  Edinburgh: Scottish Academic Press, 1988.
- The Trinitarian Faith: The Evangelical Theology of the Ancient Catholic Church.  Edinburgh: T & T Clark, 1988.
- Karl Barth, Biblical and Evangelical Theologian.  Edinburgh: T & T Clark, 1990.
- The Mediation of Christ.  Colorado Springs: Helmers & Howard, 1992.
- Royal Priesthood: A Theology of Ordained Ministry.  Edinburgh: T & T Clark, 1993.
- als Herausgeber: Theological Dialogue Between Orthodox and Reformed Churches, 2 Vols. Edinburgh: Scottish Academic Press, 1985–1993.
- Trinitarian Perspectives: Toward Doctrinal Agreement.  Edinburgh: T & T Clark, 1994.
- Preaching Christ Today:  The Gospel and Scientific Thinking.  Grand Rapids, MI:  Eerdmans, 1994.
- Divine Meaning: Studies in Patristic Hermeneutics.  Edinburgh: T & T Clark, 1995.
- The Christian Doctrine of God, One Being Three Persons. Edinburgh: T & T Clark, 1996.
- Kingdom and Church: A Study in the Theology of the Reformation.  Eugene, Oregon: Wipf and Stock, 1996.
- Scottish Theology: From John Knox to John McLeod Campbell.  Edinburgh: T & T Clark, 1996.
- Theological and Natural Science.  Eugene, Oregon: Wipf and Stock, 2002.
- The Doctrine of Jesus Christ.  Eugene Oregon: Wipf and Stock Publishers, 2002.
- Incarnation: The Person and Life of Christ.  Edited by Robert T. Walker.  Downers Grove, Illinois: InterVarsity Press, 2008.
- Atonement: The Person and Work of Christ.  Edited by Robert T. Walker.  Downers Grove, Illinois:  InterVarsity Press, 2009.